# Dělníci války
Dělníci války (podtitul povídky z fronty; v originále rusky Truženniki fronta) je povídková kniha sovětského spisovatele Vadima Koževnikova. Jejím obsahem je šestnáct, resp. dvacet krátkých beletristických črt, jejichž děj se odvíjí na frontách Velké vlastenecké války i v zázemí; chronologicky je děj zarámován lety 1941 až 1944, tedy válečnou dobou. Hrdinové jsou sovětští lidé, muži i ženy, kteří svým důvtipem, vytrvalostí, odvahou a umem zápolí s nacistickými agresory.

## Česká vydání
Dělníci války se v letech 1945 a 1954 dočkali tří vydání v češtině:
- F. Kosek, Praha 1945, překlad Bohumír Bartoš
- Nakladatelství mladých, Kladno 1946, překlad Václav Freml
- Naše vojsko, Praha 1954, překlad Jaroslav Šanda